# Тюрьянъярви
Тю́рьянъя́рви (фин. Tyrjänjärvi) — озеро на территориях Мийнальского сельского поселения Лахденпохского района Республики Карелия и общины Париккала провинции Южная Карелия губернии Южная Финляндия Республики Финляндия.
Площадь озера — 10,3 км². Располагается на высоте 71,0 метров над уровнем моря.
По водоёму проходит Российско-финляндская граница, деля озеро приблизительно пополам.
Форма озера лопастная. Берега каменисто-песчаные, отчасти заболоченные, сильно изрезанные, поэтому у озера много заливов.
С севера в озеро втекает река Раковка (фин. Haisuanjoki), вытекающая из озера Юля-Тюрьянъярви.
Из северо-западного залива (на территории Финляндии) вытекает река Йоэнсунйоки (фин. Joensuunjoki), впадающая в озеро Симпелеярви, воды которого через систему озёр на территории Финляндии возвращаются на территорию России рекой Кокколанйоки, которая затем впадает в Ладогу.
В озеро более двух десятков островов различной площади. Самые крупные из них: Сурсари (фин. Suursaari), Котасари (фин. Kotasaari), Ламмассари (фин. Lammassaari), Хаисуансаари (фин. Haisuansaari), Иянсари (фин. Iljansaari).
На российской стороне на берегу озера, у бухты Рокколанлахти (фин. Rokkolanlahti), расположен посёлок Райвио.
Код водного объекта в государственном водном реестре — 01040300211102000012912.